# 米利斯
米利斯（義大利語：Milis），是意大利奥里斯塔诺省的一个市镇。总面积18.81平方公里，人口1620人，人口密度86.1人/平方公里（2009年）。ISTAT代码为095027。